# Freie Schule Glonntal

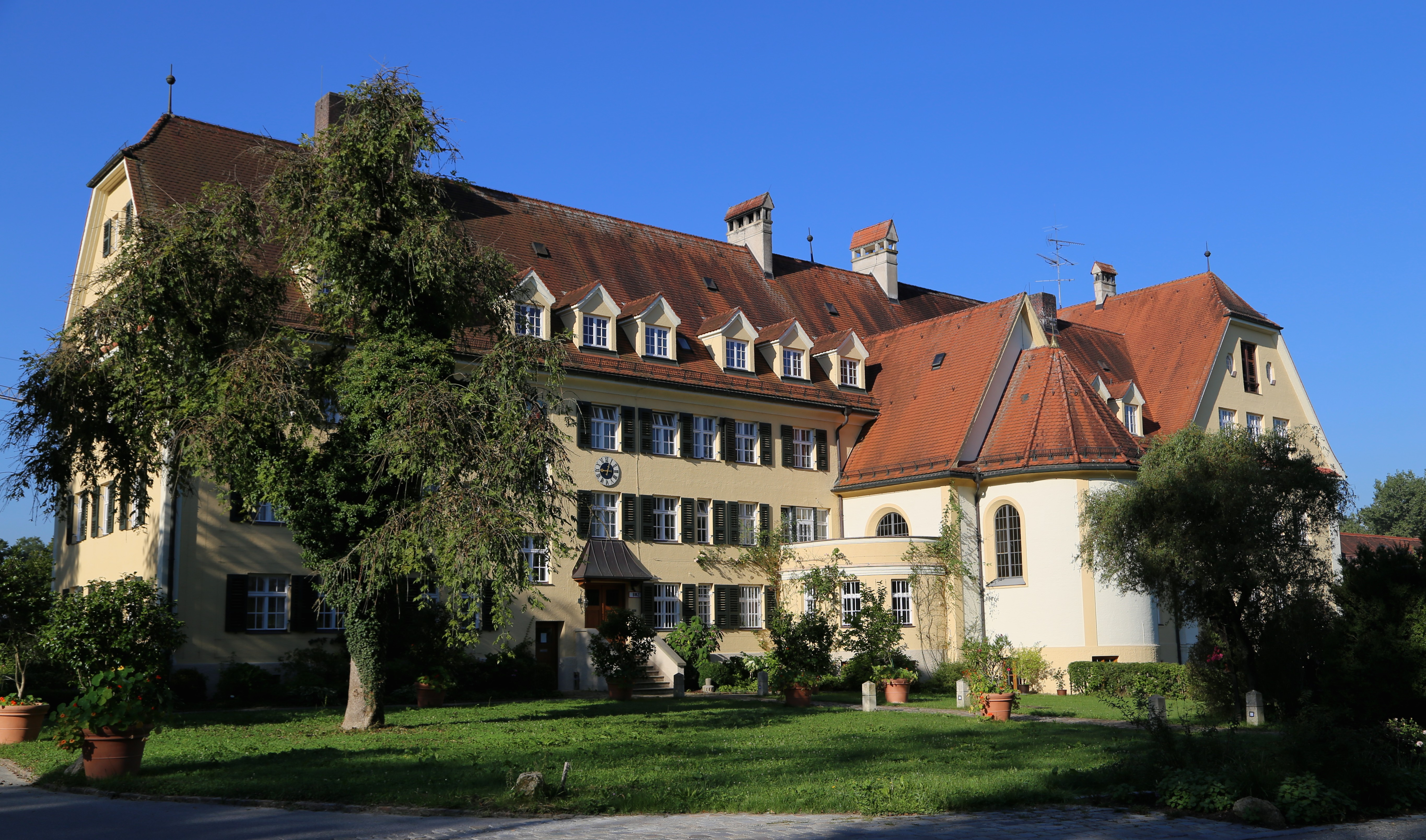
Das ehemalige Piusheim wird seit 2007 von der Freien Schule Glonntal genutzt.

Die Freie Schule Glonntal	ist eine Privatschule nach modifiziertem Waldorfkonzept in Baiern. Die Schule  ist teilweise im  denkmalgeschützten Jugendstilgebäude der 2006
geschlossenen katholischen Erziehungsanstalt Piusheim untergebracht, das kurz vor dem Ersten Weltkrieg  errichtet wurde.

## Gebäudlichkeiten
Das Hauptgebäude besteht aus einer dreigeschossigen Zweiflügelanlage mit Krüppelwalmdächern, integrierter Hauskapelle und zahlreichen Gauben. Es wurde im barockisierenden Jugendstil 1912/13 vom Architekten Hans Steiner als sogenanntes „Piusheim“ errichtet und ist umgeben von einem Landschaftspark nebst  Gartenanlage mit Brunnen und Toreinfahrt. Zur Anlage zählt ein hölzernes Wegkreuz mit  gusseisernem Korpus und aufwändiger Blecheinhausung sowie ein ehemaliger zweigeschossiger Bauernhof.

## Schule
Die 2007 gegründete Schule beruht auf einem erweiterten Waldorf-Konzept und ist staatlich genehmigt. Sie bietet einen integrativen und einheitlichen Bildungsgang von der 1. bis zur 12. Klasse an und führt zu Abitur oder mittlere Reife. Eine Auslese auf Grund einer Begabungslage oder der vorherigen Leistungen und Verhaltensauffälligkeiten der Schüler findet nicht statt. Erwartet wird aber ein pädagogisches wie finanzielles Engagement der Eltern. Pläne für einen Umzug nach Schloss Höhenrain konnten bisher nicht umgesetzt werden.
Ab der 7. Klasse nehmen die Schüler jährlich für mindestens zwei Wochen an erlebnispädagogischen Segeltouren im Mittelmeer teil. Die Schule verfügt dort über drei Zweimaster-Segelyachten.